# Tigrioides
Tigrioides is een geslacht van vlinders van de familie spinneruilen (Erebidae), uit de onderfamilie Arctiinae.

## Soorten
- T. alterna Walker, 1854
- T. aurantiaca Hampson, 1918
- T. aureolata Daniel, 1954
- T. bicolor Grote, 1864
- T. chinostola Hampson, 1918
- T. dimidiata Matsumura, 1927
- T. euchana Swinhoe, 1893
- T. euschia Hampson, 1904
- T. fulveola Hampson, 1900
- T. grisescens Bethune-Baker, 1908
- T. immaculata Butler, 1880
- T. kobashayii Inoue, 1961
- T. laniata Hampson, 1914
- T. leucanioides Walker, 1862
- T. limayca Daniel, 1954
- T. luzonensis Schaus, 1922
- T. minima Hampson, 1903

- T. nitens Walker, 1864
- T. pallens Inoue, 1980
- T. pallidicosta Schaus, 1922
- T. phaeola Hampson, 1900
- T. pulverulenta Lucas, 1890
- T. puncticollis Butler, 1877
- T. pyralina Rothschild, 1912
- T. sabulosalis Walker, 1865
- T. soror Schaus, 1922
- T. suffusus Talbot